# 実用新案法
実用新案法（じつようしんあんほう、昭和34年4月13日法律第123号）は、物品の形状、構造または組み合わせに関して考案の保護および利用を図ることにより、その考案を奨励し、それにより産業の発達に寄与することに関する日本の法律である（第1条）。

## 主務官庁
- 特許庁審査第一部調整課[1]
- 経済産業省経済産業政策局産業組織課知的財産政策室[2]

経済産業省イノベーション・環境局、貿易経済安全保障局、特許庁総務部総務課の他、内閣府経済安全保障推進室など他省庁および知的財産高等裁判所と連携して執行にあたる。

## 概要
自然法則を利用した技術思想のうち、物品の形状、構造等に係わる考案について保護すべく設置された法律。特許制度と違い、本法に基づく実用新案制度では、プログラム、液体等の化学物質、製造方法等の方法自体は保護の対象となっていない。実用新案法第一条で、「物品の形状、構造又は組み合わせに係る考案」と規定されている以上、一定の形態を有する物である必要がある以上、プログラムや方法自体は保護対象となり得ないからである。
実用新案法第2条には、「「考案」とは、自然法則を利用した技術的思想の創作をいう」と規定されている。特許法第2条の「発明」の定義との相違点は、「高度」という文言が考案にはない点である。実用新案法は、産業政策上、特許法を補完し、小発明を積極的に保護奨励するという趣旨から高度という文言がないものと考えられ得る。しかし、実質的には、高度という文言がないがゆえに、考案が高度でないとまでは言えない。ただし、構造上の特徴は、外見上明瞭であることを必要としない。また、構造は、立体的であることを必要としない。物品のすべての部分が一定の形態を有することも必要としない。
明治時代、日本の出願人のレベルが低く、外国からの製品の改良発明がほとんどであったことから、ドイツの実用新案制度をみならって、明治38年に日本で実用新案法（旧法）が制定された。平成5年改正前（従来法）は、特許法と同様に、実体審査を経て登録していたが、ライフサイクルの短い製品を保護するために、実体審査を省略した無審査登録制度に改正された。さらに、平成16年法改正により、実用新案登録出願数の減少を食い止めるために、特許法第46条の2に、実用新案登録に基づく特許出願の規定が新設された。平成16年法改正の小委員会では、実用新案法律の制定当時における日本の技術レベルと現在の技術レベルとを勘案し、実用新案法の廃止も検討された。存続期間は、平成16年改正以前は、6年であったが、10年に改正された。一般的な製品のライフサイクルよりも権利期間の方が短いとする調査結果に基づき、改正された。
権利行使には特許庁作成の「技術評価書」（先行技術資料の調査報告）の提示が義務。特許庁に請求すると3カ月程度で作成される。評価書の作成は審査官が行なう。第三者の請求可。請求項ごとの請求可。権利消滅後も可。請求取り下げ不可。客観的な判断材料を提示して権利の有効性の判断を求める。技術評価は行政処分ではないから、技術評価に対しては肯定的、否定的を問わず異議は申立てられない。
権利行使時における実用新案権者等の責任
評価が否定的な場合であって、権利行使後、無効審決が確定した場合は、実用新案権者等は損害賠償の責任を負うのが原則である。肯定的評価の場合は原則として賠償責任を免れるが、評価書において審査官がサーチした範囲外で無効理由があった場合には、相当な注意を払って警告に及んでいたことを実用新案権者等が立証しない限り、責任を負うことになる。

## 現行実用新案法の問題点
現行実用新案法は、ドイツ実用新案 (de:Gebrauchsmuster) 法にならって、改正前に実施されていた実体審査を省略して、ライフサイクルの短い商品の実用新案権保護を図ることを主目的としているが、実際は目的どおりの権利保護としては殆ど機能せず、かえって以下の問題を生じ、中小企業の知的財産権保護に悪影響を及ぼしているという批判がある。
- 平成5年は実用新案法の改正と共に、特許法も補正時の新規事項追加の禁止といった改正が行われ、完全な先行調査を行う資力のない中小企業が先出願主義に基づいて明細書を作成、出願し、その後に発見された先行技術に基づいて要旨変更を伴わない補正を行うことが困難になったため、かえって負担になった。
- 特許も審査請求期間の短縮や早期審査制度の実施で公開前に登録されるケースも出たため、ライフサイクルの短い商品でも特許での権利保護が容易になって、存在価値が無くなる傾向にあること。
- 実体審査が行われなくなったことで、実用新案登録が容易になり、実用新案法改正に無知な中小企業が民暴による恐喝の被害にあっていること。

このため、実体審査省略は日本の産業国情にはかえってなじまず、実体審査を復活して、むしろ、特許法との格差をつけ、改良技術の考案を主力とし、日本国内向けのみに販売する中小企業の知的財産権保護に役立てるべきという意見がある。また、上記の通り、実用新案制度は歴史的使命を終えており、廃止すべきであるという意見もある。

## 日本以外の実用新案登録制度
2009年現在、本制度の始祖とも言えるドイツを始め、世界で93の国と機関が実用新案登録制度を採用している。

## 関連事項
- 産業財産権
- 特許法
- 発明（考案とは区別される）
- 知的財産
- 意匠法
- 商標
- 弁理士
- 知的財産管理技能士
- 知的財産検定
- 知的財産学部
- 知的財産専門職大学院
- 日本知的財産協会
- 知的財産大学院協議会